# Robert D. Ray

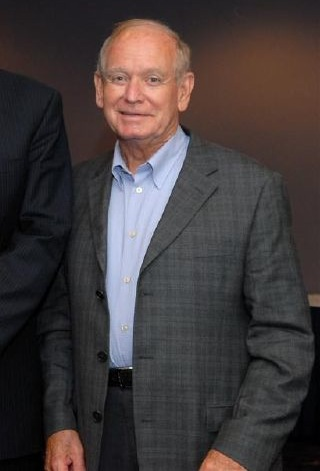
Robert D. Day (2007)

Robert Dolph Ray (* 26. September 1928 in Des Moines, Iowa; † 8. Juli 2018 ebenda) war ein US-amerikanischer Politiker (Republikanische Partei). Er war von 1969 bis 1983 der 38. Gouverneur des Bundesstaates Iowa.

## Frühe Jahre
Robert Ray diente in der US-Armee und studierte an der Drake University Jura. Danach wurde er als juristischer Berater (Law Clerk) am Senat von Iowa angestellt. Außerdem arbeitete er in Des Moines als Rechtsanwalt.

## Politischer Aufstieg und Gouverneur von Iowa
Zwischen 1963 und 1967 war Ray Vorsitzender der Republikaner in Iowa. Als Kandidat dieser Partei wurde er im Jahr 1968 zum neuen Gouverneur seines Staates gewählt. Ray trat sein neues Amt am 16. Januar 1969 an und behielt es nach mehreren Wiederwahlen bis zum 14. Januar 1983. Das war die bis dahin längste Amtszeit eines Gouverneurs von Iowa. Übertroffen wurde er in dieser Hinsicht nur noch von seinem Amtsnachfolger Terry Branstad, der zwischen 1983 und 1999 amtierte.
In Rays Regierungszeit wurde die Landesverfassung geändert. Die Amtszeit eines Gouverneurs wurde von zwei auf vier Jahre verlängert. Ray selbst absolvierte drei zweijährige und zwei vierjährige Amtszeiten. Im Jahr 1975 erlaubte der Gouverneur die Aufnahme von 13.000 asiatischen Flüchtlingen in Iowa. Seine vielen erfolgreichen Wiederwahlen unterstreichen seine Popularität als Gouverneur. Von 1975 bis 1976 war er Vorsitzender der National Governors Association sowie Mitglied von verschiedenen anderen Gouverneursvereinigungen. Im Jahr 1979 war er Mitglied der amerikanischen Delegation auf einer UN-Flüchtlingskonferenz in Genf. Ray war sowohl Leiter der Bildungskommission der US-Bundesstaaten (Education Commission of the States) als auch Präsident des Rates der Regierungen der US-Bundesstaaten (Council of State Governments).

## Weiterer Lebenslauf
Nach seiner Gouverneurszeit war er kommissarischer Bürgermeister der Stadt Des Moines und leitender Vorstand der Drake University. Er setzte sich auch für den weiteren Ausbau der Bildung in Iowa ein und unterstützte einige Initiativen auf diesem Gebiet. Mit seiner Frau Billie Ray hatte er drei Kinder.